# خوسيه ماريا
خوسيه ماريا (بالإسبانية: José María García Lavilla)‏ هو لاعب كرة قدم ومدرب كرة قدم إسباني، ولد في 23 مايو 1942 في La Pola Siero ‏ في إسبانيا. شارك مع منتخب إسبانيا لكرة القدم ومنتخب كاتالونيا لكرة القدم. أما مع النوادي، فقد لعب مع إسبانيول وريال أوفييدو.

## وصلات خارجية
- خوسيه ماريا على موقع الاتحاد الأوربي (الإنجليزية)
- خوسيه ماريا على موقع قاعدة بيانات كرة القدم.إي يو (الإنجليزية)